# Möriken-Wildegg
Möriken-Wildegg (toponimo tedesco; fino al 1951 Möriken) è un comune svizzero di 4 386 abitanti del Canton Argovia, nel distretto di Lenzburg.

## Geografia fisica
Möriken-Wildegg ha una superficie, al 2009, di 6,6 km2 (2,5 km2). Di quest'area, 2,48 km2 (0,96 km2) o il 37,6% è utilizzato per scopi agricoli, mentre 2,32 km2 (0,90 km2) o il 35,2% è boscoso. Il resto del territorio, 1,66 km2 (0,64 km2) o 25,2%, è occupato da edifici o strade, 0,12 km2 (30 acri) o 1,8% sono fiumi o laghi e 0,02 km2 (4,9 acri) o 0,3% sono terreni improduttivi. 
Dell'area edificata, gli edifici industriali rappresentano il 5,5% dell'area totale, mentre le abitazioni e gli edifici rappresentano il 13,8% e le infrastrutture di trasporto il 4,2%. Il 33,6% del territorio totale è coperto da foreste, mentre l'1,5% è coperto da frutteti o piccoli gruppi di alberi. Dei terreni agricoli, il 28,0% è utilizzato per le coltivazioni e il 7,9% per i pascoli, mentre l'1,7% è utilizzato per i frutteti o le colture di vite. Tutta l'acqua del comune è contenuta in fiumi e torrenti.
Il comune si trova nel distretto di Lenzburg. È composto dal villaggio di Möriken, dal castello di Wildegg, dalla sezione del villaggio di Wildegg (fondata nel XVIII secolo), dall'insediamento di Hard e dal traghetto sul fiume Aare (sostituito nel 1870 da un ponte). 

## Monumenti e luoghi d'interesse

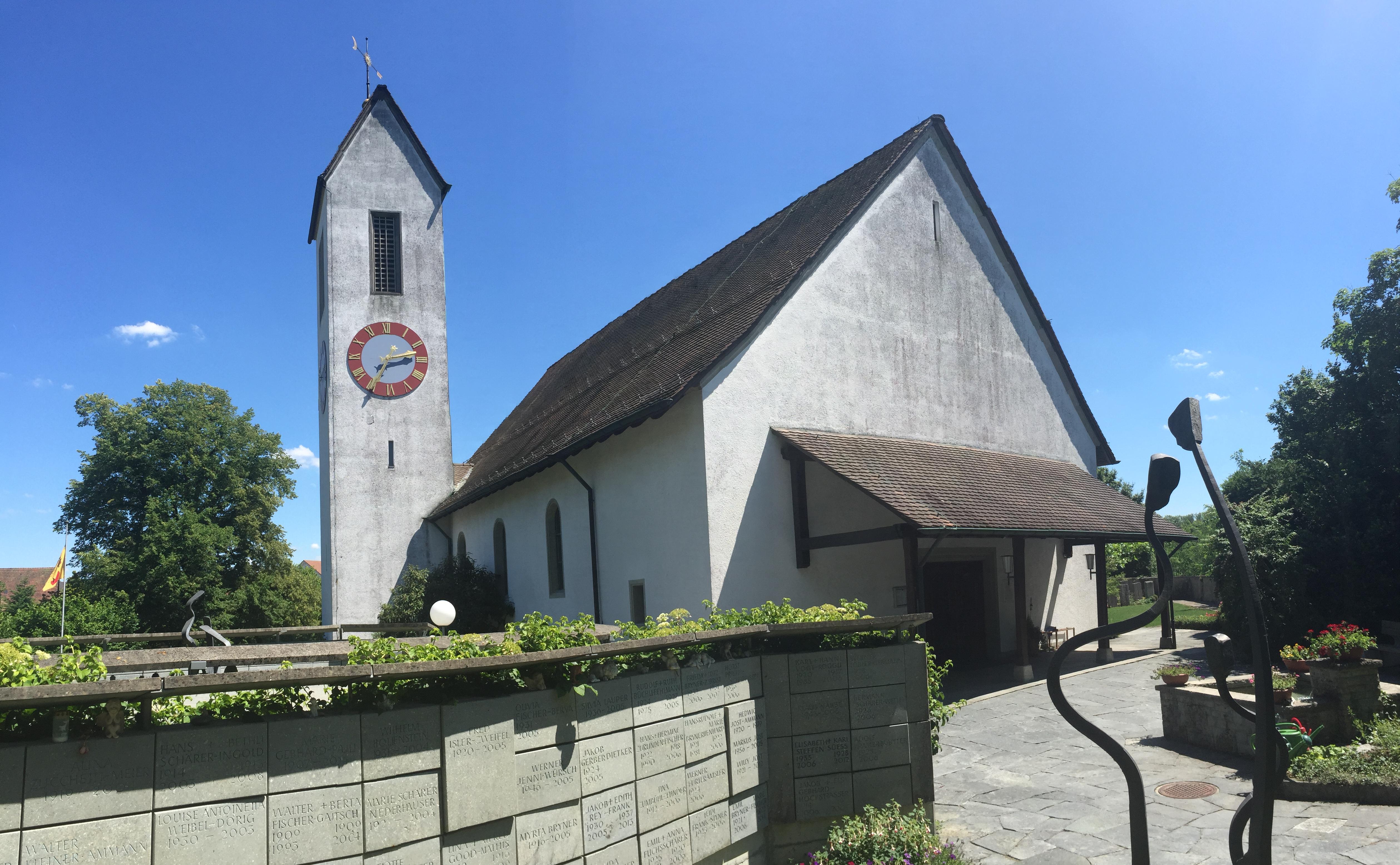
La chiesa riformata

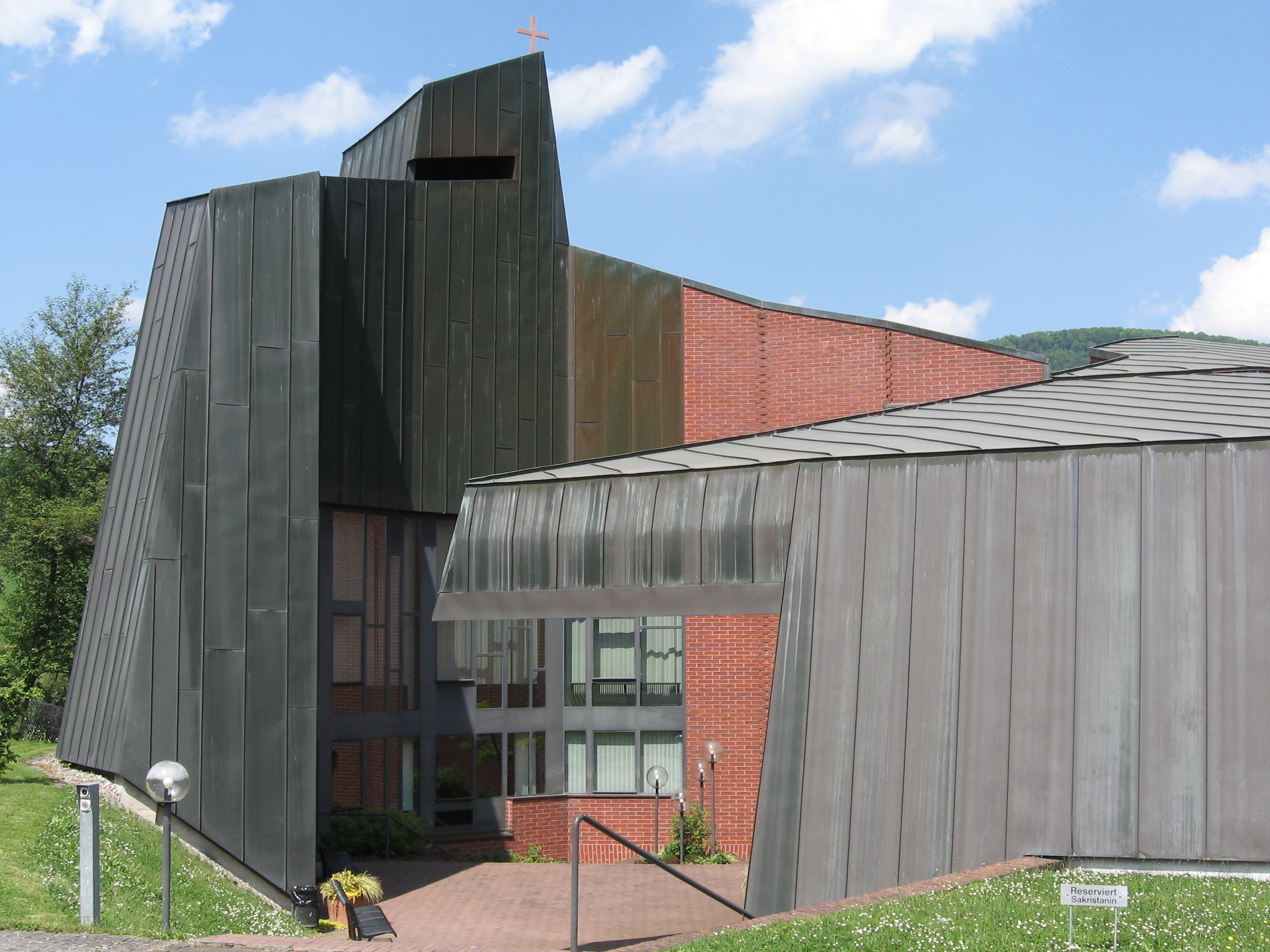
La chiesa cattolica di Sant'Antonio

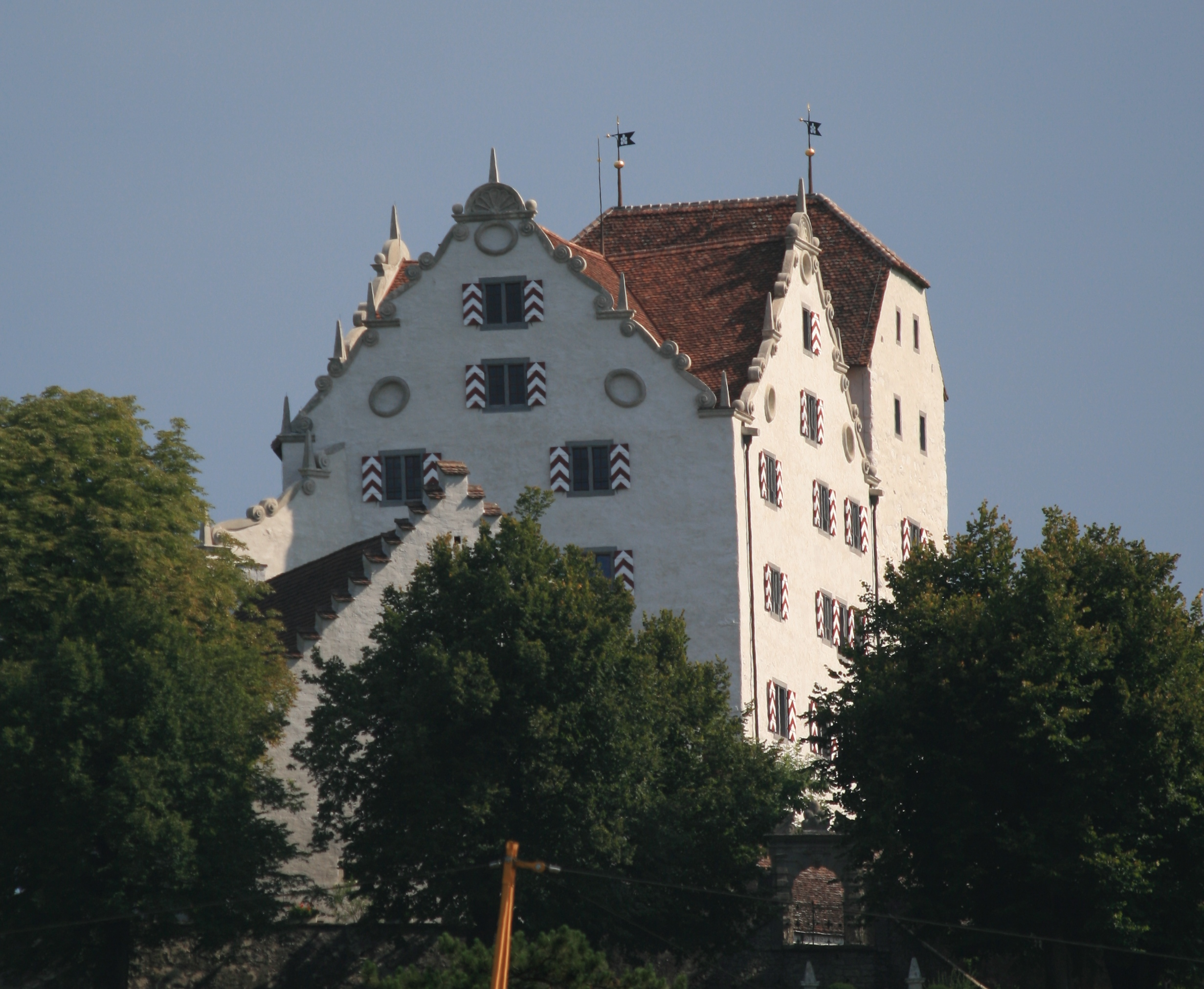
Il castello di Wildegg

- Chiesa riformata (già di Sant'Antonio) in località Möriken, eretta nel XIII secolo e ricostruita nel 1949[2];
- Chiesa cattolica di Sant'Antonio in località Wildegg, eretta nel 1951 e ricostruita nel 1967[2];
- Castello di Wildegg, eretto nel XIII secolo e ricostruito nel 1700 circa, sede distaccata del Museo nazionale svizzero[3].

## Società

### Evoluzione demografica
L'evoluzione demografica è riportata nella seguente tabella:
Abitanti censiti

## Infrastrutture e trasporti

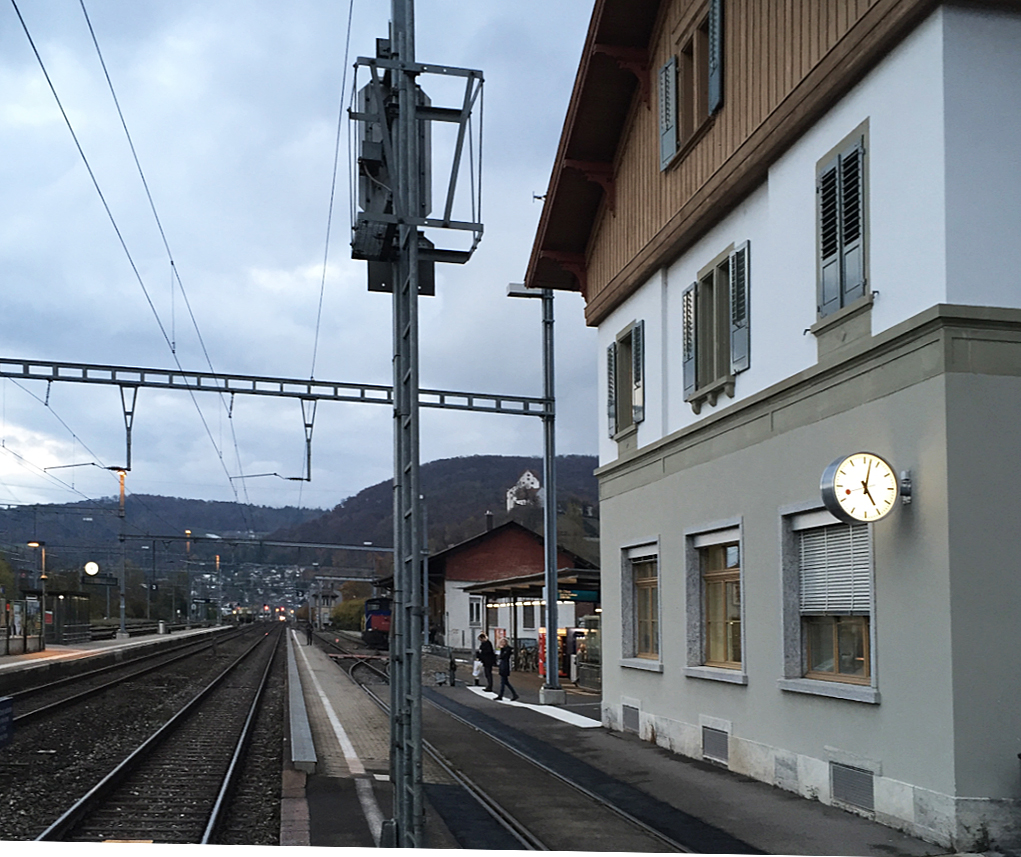
La stazione di Wildegg

Möriken-Wildegg è servito dalla stazione di Wildegg sulle ferrovie Aarau-Brugg e Seetalbahn.

## Amministrazione
Ogni famiglia originaria del luogo fa parte del cosiddetto comune patriziale e ha la responsabilità della manutenzione di ogni bene ricadente all'interno dei confini del comune.